# Marcus T. Grisaru
Marcus Theodore Grisaru (* 15. Mai 1929 in Ștefănești, Rumänien) ist ein US-amerikanischer theoretischer Physiker.
Grisaru studierte an der University of Toronto mit dem Bachelor-Abschluss 1955 und erhielt seinen Master-Abschluss 1957 an der Princeton University, an der er 1959  promoviert wurde. 1958 bis 1960 forschte er an der University of Illinois. 1960 bis 1962 war er Assistant Professor an der McGill University und danach an der Brandeis University, an der er 1974 Professor wurde.
Er befasst sich mit Quantenfeldtheorie, Supersymmetrie, Supergravitation und Stringtheorie und veröffentlichte 1984 eine Monographie über die Superraum-Methode für Feynman-Diagramme in der Supersymmetrie mit Sylvester James Gates, Warren Siegel und Martin Roček.

## Schriften
- Gates, Grisaru, Rocek, Siegel: Superspace, or One thousand and one lessons in supersymmetry. Benjamin-Cummings, 1983
- mit Rocek, Siegel: Improved methods for supergraphs, Nuclear Physics B, Band 159, 1979, S. 429–450
- mit Rocek, Siegel: Zero value for the three-loop β function in N= 4 supersymmetric Yang-Mills theory, Phys. Rev. Lett., Band 45, 1980, S. 1063
- mit D. Anselmi, A. Johansen: A Critical Behaviour of Anomalous Currents, Electric-Magnetic Universality and CFT4, Nucl. Phys. B, Band 491, 1997, S. 221–248.
- mit M. Rocek, R. von Unge: Effective Kähler Potentials, Phys. Lett. B, Band 383, 1996, S. 415–421.
- mit A. de Giovanni, M. Rocek, R. von Unge. D. Zanon: The N=2 Super Yang-Mills Low-Energy Effective Action at Two Loops, Phys. Lett. B, Band 409, 1997, S. 251.
- mit M. Massar, A. Sevrin, J. Troost: The Quantum Geometry of N=(2,2) Nonlinear Sigma Models,  Phys. Lett. B, Band 412, 1997, S.  53.
- mit M. E. Knutt-Wehlau, W. Siegel: A Superspace Normal Coordinate Derivation of the Density Formula, Nucl. Phys. B, Band 523, 1998, S. 203.
- mit D. Anselmi, D. Z. Freeman, A. Johansen: Nonperturbative Formulas for Central Functions of Supersymmetric Gauge Theories, Nucl. Phys. B, Band 526, 1998, S.  543.
- mit Peter van Nieuwenhuizen, Jos Vermaseren: 1 loop renormizability of pure supergravitation and of Maxwell Einstein theory in extended supergravitation,  Physical Review Letters, Band 37, 1976, S. 1662